# Meta Meijer
Margaretha Petronella (Meta) Meijer (Schiedam, 22 augustus 1969) is een politicus namens de Socialistische Partij en was lid van de Eerste Kamer der Staten-Generaal.
Meijer ging - na de basisschool in Deventer - in Amsterdam naar de Berlage Scholengemeenschap en studeerde daarna dagbladjournalistiek aan de School voor Journalistiek en Voorlichting. Ze werkte voor Vereniging Milieudefensie: als campagneleider verkeer (autoloze zondag, 2008-2009), woordvoerder (2008-2011), lobbyist (2008-2010) en als medewerker trainingen (vanaf 2013). Sinds 1 oktober 2016 is Meijer persvoorlichter voor de SP-Tweede Kamerfractie.
Van 2002 tot 2010 was Meijer lid van de gemeenteraad van Amsterdam namens de SP, waarna ze ook nog vier jaar lid was van de raad voor het Stadsdeel Amsterdam-Oost, waar ze ook fractievoorzitter was. Sinds 2002 is ze lid van het partijbestuur. In 2012 was ze kandidaat voor de SP bij de Tweede Kamerverkiezingen (niet gekozen) en van 2015 tot 2019 zat ze namens de SP in de Eerste Kamer.

## Verkiezingsuitslagen
| Verkiezing                                  | Partij | Positie    | Stemmen |
| ------------------------------------------- | ------ | ---------- | ------- |
| Gemeenteraadsverkiezingen 1998 in Amsterdam | SP     | 12         | 68      |
| Gemeenteraadsverkiezingen 2002 in Amsterdam | SP     | 4          | 1.013   |
| Tweede Kamerverkiezingen 2002               | SP     | 21 (lijst) |         |
| Gemeenteraadsverkiezingen 2006 in Amsterdam | SP     | 5          | 2.599   |
| Europese Parlementsverkiezingen 2009        | SP     | 28 (lijst) | 1.748   |
| Gemeenteraadsverkiezingen 2010 in Amsterdam | SP     | 24         | 114     |
| Eerste Kamerverkiezingen 2011               | SP     | 14 (lijst) |         |
| Tweede Kamerverkiezingen 2012               | SP     | 30 (lijst) | 359     |
| Gemeenteraadsverkiezingen 2014 in Amsterdam | SP     | 39         | 52      |
| Eerste Kamerverkiezingen 2015               | SP     | 7 (lijst)  |         |
| Gemeenteraadsverkiezingen 2018 in Amsterdam | SP     | 33         | 55      |
| Eerste Kamerverkiezingen 2019               | SP     | 8 (lijst)  |         |

- Parlement.com: vj0piieonva2